# Mapperton House
Mapperton House ist ein herrschaftliches Anwesen in der Landgemeinde Mapperton in Dorset, etwa drei Kilometer südöstlich von Beaminster.

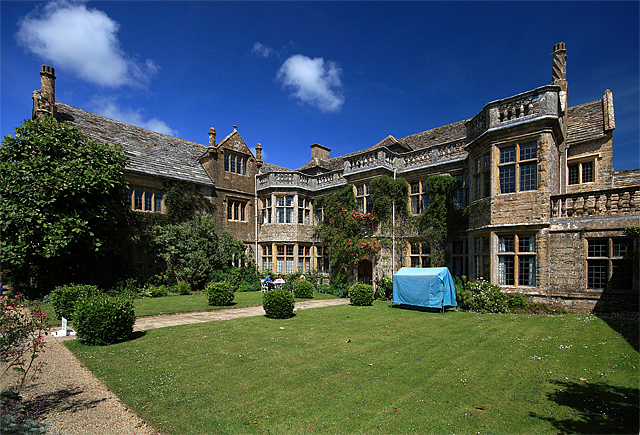
Mapperton House, Westseite

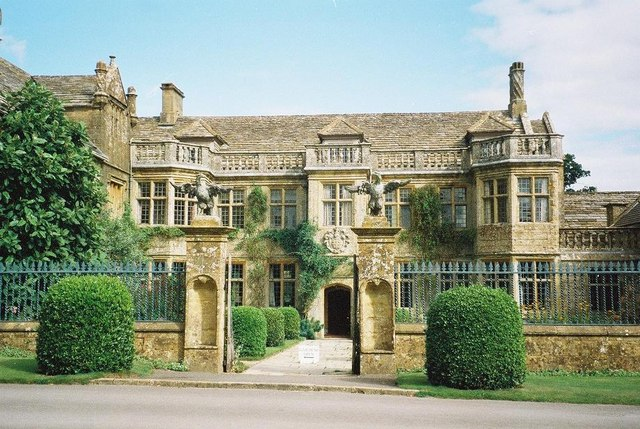
Mapperton House Ausschnitt

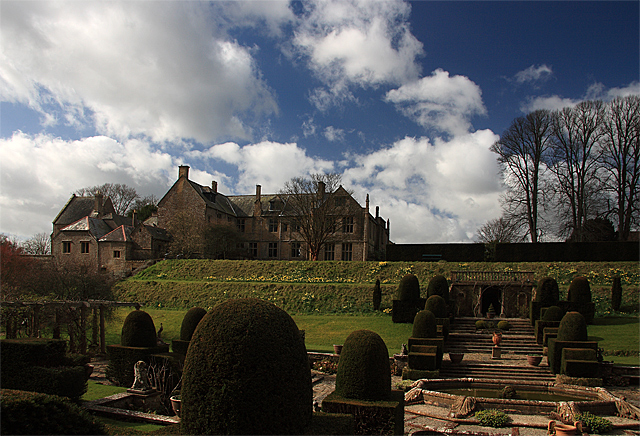
Mapperton House vom Garten

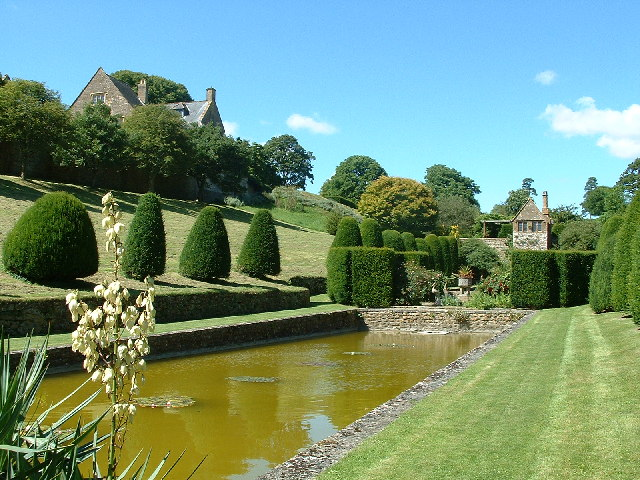
Gartenlandschaft

Die Ortschaft wurde urkundlich zum ersten Mal im Domesday Book als Maperetone bzw. Malperetone erwähnt, was Gehöft, wo Ahornbäume wachsen bedeutet.

## Beschreibung
Das Herrenhaus wurde im 11. Jahrhundert erbaut und über die weibliche Erbfolge an die nächsten vier Familien (Brett, Morgan, Brodrepp und Compton) weitergegeben, bis es im Jahre 1919 an eine wohlhabende schottische Witwe, Ethel Labouchere, verkauft wurde. Als sie 1955 starb, wurde es von Victor Montagu erworben. Als dieser im Jahr 1995 starb, erbte es John Montagu, 11. Earl of Sandwich.
Robert Morgan baute in den 1540er Jahren ein Tudor-Herrenhaus, welches im Nordflügel noch erhalten ist. In den 1660er Jahren weitgehend von Richard Brodrepp mit der Halle, der Westfront und dem Taubenschlag erneuert. Ein zweiter Richard Brodrepp ließ im 18. Jahrhundert die Haupttreppe im Georgianischen Stil errichten. Im Jahr 2006 wurde das Haus als „Nation Finest Manor House“ von der Zeitschrift Country Life Magazin ausgezeichnet.

## Mapperton Gardens
Die Gärten sind eine bekannte Sehenswürdigkeit in Dorset. Der italienische Garten wurde durch Ethel Labouchere in den 1920er Jahren angelegt. In den 1950er Jahren errichtete Victor Montague einen wilden Garten und die neue Orangerie. Die Gärten sind in den Sommermonaten der Öffentlichkeit zugänglich.

## Denkmalschutz
Das Anwesen sowie mehrere der umgebenden Bauwerke stehen als Listed Building, mit unterschiedlichen Graden, unter Denkmalschutz. Im Einzelnen sind dies:
- Grade-I: Das Hauptgebäude,[5] die angrenzende Allerheiligenkirche[6] sowie das nördliche[7] und das südliche Stallgebäude[8]
- Grade-II*: Die Gartenanlage,[9] die Gartenmauer zwischen dem vorderen Hofbereich und Orangerie,[10] das Taubenhaus südlich des Hauptgebäudes,[11] zwei Torpfosten mit Adlerskulpturen westlich des Hauptgebäudes,[12] zwei paar Torpfosten mit angrenzender Wand und Aufstiegshilfe,[13] die Umfassungsmauer mit Torpfosten südlich und westlich der Kirche[14] sowie das Pfarrhaus[15]
- Grade-II: Das Gartenhaus mit angrenzender Mauer,[16] Ställe und Sattelkammer nordnordwestlich des Pfarrhauses[17] sowie das Ha-Ha westlich der Stallgebäude[18]

## Drehort
Im Herrenhaus wurde 1996 Szenen des Films Emma gedreht. Es diente dort als das Haus der Familie Weston Randalls. 1997 war es Drehort einer TV-Neuverfilmung (BBC) des Romans von Henry Fielding The History of Tom Jones, a Foundling (Tom Jones). Im Nachspann der Neuverfilmung von Rebecca (2020) wird Mapperton Hall als einer der Drehorte erwähnt.